# Hrvatski nogometni klub Brotnjo Čitluk
Il Hrvatski nogometni klub Brotnjo Čitluk è una società calcistica bosniaca, della città di Čitluk. Vanta 1 titolo nazionale, conquistato nel 2000.
Milita attualmente nella Prva liga FBiH, la seconda divisione bosniaca.

## Palmarès

### Competizioni nazionali
- Campionato bosniaco: 1

1999-2000
- Kup Herceg-Bosne: 1

1998-1999

### Altri piazzamenti
- Campionato bosniaco:

Secondo posto: 2000-2001
Terzo posto: 2001-2002
- Supercoppa della Bosnia ed Erzegovina:

Finalista: 2000
- Prva liga Federacije Bosne i Hercegovine:

Terzo posto: 2005-2006

## Brotnjo Čitluk nelle Coppe europee
| Stagione | Torneo                | Turno          | Nazione             | Club       | Andata | Ritorno | Totale |
| -------- | --------------------- | -------------- | ------------------- | ---------- | ------ | ------- | ------ |
| 2000-01  | UEFA Champions League | 1° preliminare | Lituania (bandiera) | FBK Kaunas | 0-4    | 3-0     | 3-4    |
| 2001-02  | Coppa UEFA            | Qualificazione | Norvegia (bandiera) | Viking FK  | 0-1    | 1-1     | 1-2    |
| 2002     | Coppa Intertoto       | 1º turno       | Svizzera (bandiera) | Zurigo     | 0-7    | 2-1     | 2-8    |

In grassetto le gare casalinghe